# Super Trouper (chanson)
Pour les articles homonymes, voir Super Trouper (homonymie).
Singles de ABBA
On and On and On
(1980) Happy New Year
(1980)
Pistes de Super Trouper
The Winner Takes It All
Super Trouper est le titre d'une chanson et d'un single du groupe pop suédois ABBA. Elle est la dernière des chansons à être créée lors des sessions d'enregistrement de l'album et remplace à la dernière minute la chanson Put On Your White Sombrero qui ne verra le jour qu'en 1994 lors de la commercialisation du box set Thank You for the Music. On retrouve le titre Super Trouper sur, entre autres, la compilation ABBA Gold - Greatest Hits et dans la comédie musicale Mamma Mia !.
Dans le monde du spectacle, les super troopers sont les grands projecteurs qui éclairent les scènes.

## Succès commercial
Le single Super Trouper fut classé dans les charts de nombreux pays, et sera le neuvième et dernier n°1 du groupe au Royaume-Uni. Il atteint la première place des charts en Irlande, en Belgique, aux Pays-Bas et en Allemagne de l'Ouest. On le retrouve aussi dans le top 5 de la Norvège, de la Suisse, de l'Autriche, au Mexique, en France et en Finlande.

## Au cinéma
Sauf indication contraire ou complémentaire, les informations mentionnées dans cette section proviennent du générique de fin de l'œuvre audiovisuelle présentée ici.
- 2015 : Au plus près du soleil - bande originale / musiques additionnelles